# Tsem Tulku
Tsem Tulku Rinpoche (Geburtsname: Torgut Prince Iska Minh; * 24. Oktober 1965 in Taipei; † 4. September 2019) war ein Tulku der Gelug-Tradition des tibetischen Buddhismus (Vajrayana).

## Leben
Torgut Prince Iska Minh wurde als Sohn eines Exiltibeters und einer mongolischen Prinzessin in Taipei geboren. Als 7-Jähriger migrierte er mit seinen Eltern nach New Jersey. Dort traf er auf seinen ersten Guru Sermey Khensur Lobsang Tharchin (1921–2004) und erhielt darüber hinaus Unterweisungen vom 14. Dalai Lama und Ling Rinpoche. Weitere spirituelle Unterstützung erhielt er im Alter von 14 Jahren von Geshe Tsultim Gyeltsen im 1978 gegründeten Dharmazentrum Thubten Dhargye Ling in Los Angeles, Kalifornien, wo er auch von Zong Rinpoche als Tsem Tulku anerkannt wurde. Nach den Anweisungen Zong Rinpoches absolvierte Tsem Tulku seine monastische Ausbildung im Exilkloster Ganden.
Im Jahre 1987 erhielt Tsem Tulku im Alter von 22 Jahren die volle Ordination vom 14. Dalai Lama. Inzwischen hat Tsem Tulku in der Kontroverse um die Verehrung von Dorje Shugden allerdings gegen die Position des 14. Dalai Lama Stellung bezogen und in diesem Zusammenhang gar die weltweit größte Dorje Shugden-Statue errichten lassen.
Ab 1992 lebte Tsem Tulku als Dharmalehrer in Malaysia und setzte sich seit dieser Zeit für die Errichtung von Dharmainstituten ein. Eines der von ihm gegründeten Institute ist als Kechara House bekannt. Tsem Tulku galt als direkte Reinkarnation eines Schülers des Reformators Tsongkhapa und als Tulku des 60. Abts von Ganden-Shartse, Khensur Gendun Nyedrak. Die korrekte Anrede in Anlehnung an vergleichbare religiöse Würdenträger lautete: Seine Eminenz Tsem Tulku Rinpoche.
Die Lehren Tsem Tulkus waren charakteristisch für den Lehrstil, der unter westlichen Schülern oder Nicht-Buddhisten als „verrückte Weisheit“ bekannt ist. Als „verrückte Weisheit“ ist in diesem Zusammenhang das äußere Verhalten zu verstehen, das unter den gesellschaftlichen Konventionen als verrückt, auffällig oder nicht normal zu bezeichnen wäre, jedoch nach näherer Betrachtung der Intention und Motivation Sinn ergibt und transformierend auf den Schüler wirkt. Zu karitativen Zwecken und zur Etablierung der buddhistischen Lehre wurde durch Tsem Tulku in Unterstützung seiner Schülerinnen und Schüler die Kechara Organisation gegründet, welche sich in mittlerweile zwölf Unterabteilungen gliedert.

## Werkauswahl
- Gurus for Hire: Enlightenment for Sale. Kechara Publications, 2005, ISBN 978-9834188788
- Faces of Enlightenment. Kechara Publications, 2006, ISBN 978-9834188764
- Why I Make Myself Unhappy. Kechara Publications, 2005, ISBN 978-9834188726
- Compassion Conquers All: Teachings on the Eight Verses of Mind Transformation. Kechara Publications, 2007, ISBN 978-9834188795.
- Nothing Changes Everything Changes. Kechara Publications, 2007, ISBN 978-9834188771,  (Online-Leseprobe)
- If Not Now, When? Kechara Publications, 2008, ISBN 978-9834339944